# レッドラップ対ニューヨーク州事件
レッドラップ対ニューヨーク州事件（英: Redrup v. New York）、386 U.S. 767 (1967年)は、1967年5月8日のアメリカ合衆国連邦最高裁判所の判決で、アメリカのフィクションの文章への検閲の終わりと広く見なされている。ロバート・レッドラップはタイムズスクエアの新聞販売店で、ウィリアム・ハムリングのグリーンリーフ・クラシックスのペーパーバックパルプのセックス小説、「ラスト・プール」と「シェイム・エージェント」の2つを私服警官に売った。彼は1965年に有罪判決を受けた。
ハムリングの財政支援により、レッドラップは連邦最高裁判所に上訴し、彼の判決は7対2で覆された。裁判所の最終判決は、未成年者に売却されたり、不本意な読者が強制されたりしなかった文章が、アメリカ合衆国憲法上保護されていることを確認し、アメリカの文章に対する検閲を終了させた。この判決の後、最高裁判所は、更なる審議なしに、ペーパーバックのセックス本を含む猥褻判決の数々を系統的かつ一元的に逆転させた。

## 関連文献
- Hagle, Timothy M. (1991). “But Do They Have to See It to Know It? The Supreme Court's Obscenity and Pornography Decisions”. The Western Political Quarterly (University of Utah) 44 (4):  1039–1054. doi:10.2307/448806. JSTOR 448806.
- Kobylka, Joseph F. (1987). “A Court-Created Context for Group Litigation: Libertarian Groups and Obscenity”. The Journal of Politics (Cambridge University Press) 49 (4):  1061–1078. doi:10.2307/2130784. JSTOR 2130784.